# 藏叶䗛
藏叶䗛（学名：Cryptophyllium tibetense），又名藏隱葉䗛，是叶竹节虫科（叶䗛科）叶䗛属的一种，分布于中国西藏墨脱等地。
2021年，有学者创立了一个新属－隐叶䗛属（Cryptophyllium），将本种划归该属。

## 形态特征
正模标本为雄虫，体长106.5毫米。通体黄绿色，头部、胸部、前翅、中、后足及腹部中央通常为黄褐色，腹部大部分为浅绿色。头部呈亚卵圆形，后端稍膨大。触角棒状，9节。前胸背板宽舌状，中胸背板狭长。前腿节强烈扩展，外叶亚三角形，远宽于内叶。腹部宽扁，近似方形，由基部至第4腹节中央逐渐变宽，侧缘近于斜直，向后至第6腹节几乎无收缩，两缘近乎平行，第7腹节侧缘弧形，在中央之后土壤窄缩，第8腹至10腹节侧缘斜直，共同构成三角形腹端。腹中央脊明显。